# Thilachium
Thilachium  es un género de plantas con flores  pertenecientes a la familia Capparaceae.    Comprende 25 especies descritas y  de estas, solo 3 aceptadas.

## Taxonomía
El género fue descrito por João de Loureiro  y publicado en Flora Cochinchinensis 328, 342. 1790. La especie tipo es: Thilachium africanum Lour. 

## Especies aceptadas
A continuación se brinda un listado de las especies del género Thilachium aceptadas hasta octubre de 2013, ordenadas alfabéticamente. Para cada una se indica el nombre binomial seguido del autor, abreviado según las convenciones y usos.
- Thilachium panduriforme (Lam.) Juss.
- Thilachium pouponii Aubrév. & Pellegr.
- Thilachium sumangui Bojer